# Corps adipeux infrapatellaire
Le corps adipeux infrapatellaire (ou paquet adipeux antérieur du genou ou paquet adipeux de Hoffa ou graisse de Hoffa ou paquet adipeux sous-rotulien de Vallois) est un tissu graisseux cylindrique situé dans l'articulation du genou sous et derrière la patella. Son nom provient du chirurgien orthopédique allemand Albert Hoffa. 

## Description
Le corps adipeux infrapatellaire est une structure graisseuse située à la partie inférieure de la patella et qui s'étend postérieurement jusqu'à la membrane synoviale du genou. Il est limité en haut par la patella, en bas par le tibia et la bourse infra-patellaire, en avant par le ligament patellaire et la capsule articulaire et en arrière par la membrane synoviale. Il est intra-capsulaire, mais extra-synovial.
Il est composé pour la majeure partie d'adipocytes. Il est vascularité par des artérioles provenant des artères géniculées. Il est innervé par de petites branches du nerf tibial.

## Aspect clinique
Le corps adipeux infrapatellaire a une utilité mal comprise. 
Il peut devenir douloureux à la suite d'une inflammation causée par des extensions répétées de la jambe. L'inflammation du corps adipeux infrapatellaire est nommée maladie de Hoffa, ou hoffite.